# Ceux de Midwinter
Pour les articles homonymes, voir Midwinter (homonymie).
Ceux de Midwinter ou certains voyageurs de la vieille Angleterre (Midwinter: Certain Travellers in Old England) est un roman de John Buchan paru en 1923.

## Résumé
En 1745, l'histoire d'Alastair Maclean, un Écossais ayant vécu France où il était exilé avec les Stuart et qui rejoint l'armée écossaise alors qu'elle marche sur Londres pour mettre Charles Edward Stuart sur le trône.

## Accueil
Hubert Prolongeau pour Télérama qualifie le roman d'« incontestable réussite du genre ».